# Нојфарн ин Нидербајерн
Нојфарн ин Нидербајерн (њем. Neufahrn in Niederbayern) општина је у њемачкој савезној држави Баварска. Једно је од 35 општинских средишта округа Ландсхут. Према процјени из 2010. у општини је живјело 3.855 становника. Посједује регионалну шифру (AGS) 9274153.

## Географски и демографски подаци
Нојфарн ин Нидербајерн се налази у савезној држави Баварска у округу Ландсхут. Општина се налази на надморској висини од 404 метра. Површина општине износи 38,8 km². У самом мјесту је, према процјени из 2010. године, живјело 3.855 становника. Просјечна густина становништва износи 99 становника/km².

## Међународна сарадња
| Мјесто | Држава    | Врста сарадње | Од    |
| ------ | --------- | ------------- | ----- |
| Брон   | Француска | партнерство   | 1971. |
| Извор  |           |               |       |